# Brünnle (Kocher)
Das Brünnle, auch Daubhaugraben genannt, ist ein Bach im Gebiet der Stadt Neuenstadt am Kocher im baden-württembergischen Landkreis Heilbronn. Nach einem knapp einen Kilometer langem Lauf in östlicher bis nördlicher Richtung mündet er wenig oberhalb des Stadtteils Kochertürn von links in den unteren Kocher.

## Geographie

### Verlauf
Das Brünnle beginnt seinen Lauf auf etwa 195 m ü. NHN in einem gerade gezogenen, zuweilen durchflusslosen Drainagegraben neben der L 1088 Oedheim kurz nach deren Waldaustritt und etwa 200 Meter vor dem Abzweig der K 2135 von dieser Landesstraße zum Brambacher Hof. Der Graben läuft zwischen Äckern in einem schmalen Grünstreifen ostsüdostwärts und erreicht nach etwa 150 Metern eine Baumgruppe, an deren Nordrand er entlangläuft und dabei in einem Rohr unter der Kreisstraße hindurchgeführt wird.
Auf der anderen Straßenseite entspringt rechtsseits unter einer Hainbuche auf etwa 180 m ü. NHN eine kleine Fließquelle ⊙, deren Abfluss bald in den danach in einer Wiese ostnordostwärts und geschlängelt weiterlaufenden Bach einmündet. Der Bachgrund ist steinig bis sandig, die Ufer nunmehr frei von Gehölz und nur von einigen Sumpfpflanzen bestanden. Am steiler ansteigenden rechten Hang des Gewanns Daubhau erstrecken sich nun wenig über der Talwiese lange Zeit Obstwiesen.
Etwa einen Viertelkilometer nach dem Quellzufluss unterquert der Bach einen südlichen Anschlußstumpen am Kreisel im Lauf der bachnahen L 1088, jenseits derer danach eine Gewerbezone von Kochertürn liegt. Etwa 200 Meter weiter kreuzt die Landesstraße den Bach, kurz danach unterquert er die Trasse der ehemaligen Unteren Kochertalbahn, auf deren anderer Seite er in der flachen Kochertalaue auf nordnordwestlichen Lauf knickt.
An der Knickstelle liegen rechtsseits des Baches und entlang der alten Bahntrasse ein kleiner Teich und ein bachfernerer größerer Teich von zusammen 0,4 ha auf Höhen zwischen 200 und 202 m ü. NHN. Zumindest der kleinere wird zuweilen von einem unmittelbar neben der Bahntrasse laufenden, unbeständig wasserführenden Graben gespeist, der am anderen Ende Verbindung mit dem Wäschbach nahe an dessen Mündung hat.
Eine ältere topographische Karte zeigt im Bereich der damals offenbar noch nicht bestehenden Teiche einen kurzen, etwas bahnferneren Wasserlauf, der damals kurz nach dessen heutigem Laufknick in den untersten Bachlauf des Brünnles einmündete. Heute entwässern die beiden Teiche neben der Bahntrasse dagegen über einen zum Brünnle parallelen Ablauf in der Kocheraue erst zu einem winzigen Teich vor dem und dann zu zwei weiteren Teichen im dort breiten Ufergehölz des Kochers, deren Abfluss wiederum über das dort gegenüber dem alten Kartenbild begradigten Brünnle oder allenfalls unmittelbar neben diesem in den Fluss gelangt.
Das Brünnle mündet nach 0,8 km langem Lauf mit mittlerem Sohlgefälle von etwa 43 ‰ rund 36 Höhenmeter unterhalb seines Grabenursprungs auf etwa 159 m ü. NHN von links in den untersten Kocher.

### Einzugsgebiet
Das Brünnle hat ein etwa 0,7 km² großes Einzugsgebiet, das im westlichsten Unterraum Kocherplatten und Krumme Ebene des Naturraums der Hohenloher Ebene liegt. Es erreicht an der westlichen Wasserscheide seine größte Höhe von knapp 220 m ü. NHN. Ein schmaler Streifen von ihm ganz im Westen umfasst Äcker, im mittleren Einzugsgebiet steht Wald am recht langgezogenen und flachen Talhang des Kochers. Am östlichen Waldrand setzten dann noch vor dem Ursprung wieder Äcker ein, dazu Obstwiesen und immer mehr Grünwiesen der Mündung zu. Die Äcker auf dem schmalen Hochflächenanteil im Westen liegen in der Teilgemarkung Degmarn der Gemeinde Oedheim, das weit überwiegende übrige Einzugsgebiet gehört zur Stadtteilgemarkung Kochertürn von Neuenstadt am Kocher. Zu Kochertürn gehört linksseits des Laufes etwas Gewerbebebauung, sonst gibt es nirgendwo Besiedlung.
Reihum grenzen die Einzugsgebiete der folgenden Nachbargewässer an:
- Im Nordwestenen gibt es allenfalls kurze Hanqquellzuflüsse zum im Nordosten laufenden Kocher;
- im Südosten fließt der größere Wäschbach etwas weiter oberhalb in den Kocher;
- im Westen liegt das Quellgebiet des Hirschbachs, eines Oberlaufs des untersten Kocher-Zuflusses Merzenbach.

## Geologie
Der größte Teil des Einzugsgebietes ist von geologisch recht jungen, quartären Schichten bedeckt, größtenteils Löss oder Lösssediment, dazu kommt das in der Talmulde schon oberhalb des Grabenanfangs einsetzende Schwemmlandband um diesen und zuletzt der Auenlehm mündungsnah in der Talebene des Kochers, die aus dem noch jüngeren Holozän stammen.
Die einzige offen anstehende Schicht des Trias ist der Lettenkeuper (Erfurt-Formation), der linksseits des Ober- und Mittellaufs liegt. Im Westen könnte über diesem und unter der Lössdecke vielleicht stellenweise noch Gipskeuper (Grabfeld-Formation) liegen, mündungsnah im Osten liegt ziemlich sicher unter den jüngeren Schichten der tiefere Obere Muschelkalk, der nämlich gegenüber der Mündung kurz und jeweils ein gutes Stück weit ober- und unterhalb der Mündung lange an den Kochertalflanken ausstreicht.

## Natur und Schutzgebiete
Ein Wasserschutzgebiet erstreckt sich kochertalaufwärts teils bis an die linksseits den kleinen Bach nahe begleitende L 1088. Seine Wasserfassungen liegen allerdings flussabwärts und linksseits des Kochers außerhalb der Einzugsgebietsgrenzen.

### LUBW
Amtliche Online-Gewässerkarte mit passendem Ausschnitt und den hier benutzten Layern: Lauf und Einzugsgebiet des Brünnles/Daubhausgrabens

Allgemeiner Einstieg ohne Voreinstellungen und Layer: Daten- und Kartendienst der Landesanstalt für Umwelt Baden-Württemberg (LUBW) (Hinweise)
1. 1 2  Die Layer Gewässernetz (AWGN) und Gewässername nennen den Bach Brünnle, der Layer ALKIS Basis transparent von Geoportal Baden-Württemberg (Hinweise) dagegen Daubhaugraben. An das grabenartige Anfangsstück des Baches bis zur K 2135 grenzt rechtsseits das Gewann Daubhauäcker, danach läuft er lange im und am Gewann Daubhau.
2. 1 2 3 4 5 6  Höhe nach dem Höhenlinienbild auf dem Hintergrundlayer Topographische Karte.
3. ↑  Länge nach dem Layer Gewässernetz (AWGN).
4. ↑  Einzugsgebiet abgemessen auf dem Hintergrundlayer Topographische Karte.
5. ↑  Seefläche nach dem Layer Stehende Gewässer.
6. ↑  Natur teilweise nach dem Layer Geschützte Biotope.
7. ↑  Schutzgebiet nach dem einschlägigen Layer.

### Andere Belege
1. ↑  Alter Unterlaufzufluss bei den heutigen Teichen nach
  - Meßtischblatt 6721 Kochendorf von 1902 in der Deutschen Fotothek
2. ↑  Josef Schmithüsen: Geographische Landesaufnahme: Die naturräumlichen Einheiten auf Blatt 161 Karlsruhe. Bundesanstalt für Landeskunde, Bad Godesberg 1952. → Online-Karte (PDF; 5,1 MB)
3. ↑  Geologie nach den Layern zu Geologische Karte 1:50.000 auf: Mapserver des Landesamtes für Geologie, Rohstoffe und Bergbau (LGRB) (Hinweise)